# Велика Писаниця
45°48′00″ пн. ш. 17°05′00″ сх. д. / 45.8° пн. ш. 17.083333333333° сх. д.
Велика Писаниця (хорв. Velika Pisanica) — громада і населений пункт у Б'єловарсько-Білогорській жупанії Хорватії.

## Населення
Населення громади за даними перепису 2011 року становило 1 781 осіб. Населення самого поселення становило 1 065 осіб.
Динаміка чисельності населення громади:
Динаміка чисельності населення центру громади:

## Населені пункти
Крім поселення Велика Писаниця, до громади також входять:
- Бабинаць
- Бачковиця
- Беденичка
- Чаджаваць
- Нова Писаниця
- Полум
- Рибнячка